# Niccolò Bertola
Niccolò Bertola (Roma, 11 maggio 1987) è un velista italiano del gruppo sportivo dell'Aeronautica Militare.

## Biografia
Si avvicina al mondo della vela all'età di 6 anni, tesserandosi nel 1993 presso il circolo Nauticlub Castelfusano di Ostia Lido. Dopo vari anni sul singolo Optimist, nel 2000 approda alla Lega Navale Italiana di Ostia passando sul doppio di progettazione francese L'Equipe insieme all'amico Matteo Lepre. Per motivi di stazza fisica passa al ruolo di prodiere. Vincerà il titolo di Campione Europeo nel 2001. L'anno successivo torna al timone vincendo sia il titolo Europeo che quello Italiano.
Passa sul doppio olimpico 470 nel 2003, dopo solo un anno però sarà costretto a smettere per trasferirsi a studiare negli Stati Uniti. 
Nel 2007 passa alla classe olimpica 49er, tornando a fare il prodiere.
Nel 2008 entra a far parte del centro sportivo dell'Aeronautica Militare vincendo il titolo di Campione Italiano nella classe Olimpica 49er.
L'anno successivo torna a timonare il 470 insieme al collega Danilo Alcidi con il quale ottiene il bronzo al campionato italiano 2009 e vince la ranking list Italiana nel 2010.
Vince il bronzo al mondiale ORC di Brindisi nel 2009 con il team dell'Aeronautica Militare.

Nel 2013 torna in barca con Massimiliano Berta, suo prodiere in 470 già dal 2003 al 2005. Nello stesso anno stringe una collaborazione con il Cantiere Navale Faccenda e la veleria 3FL con i quali si sviluppa un progetto 470 totalmente Made in Italy.

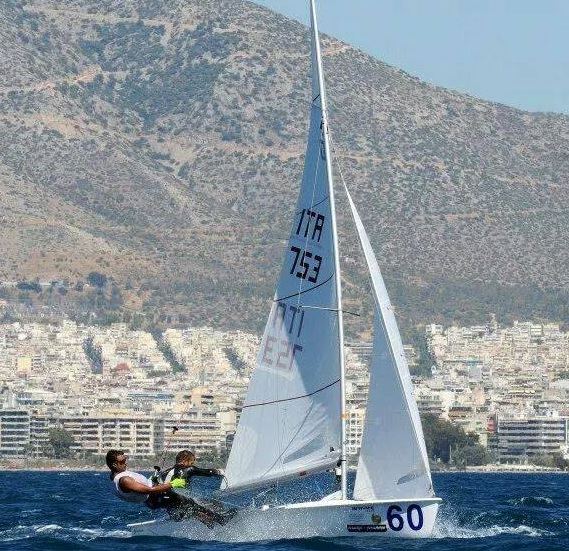
Niccolò Bertola insieme a Massimiliano Berta ai campionati europei di Atene.

Proprio con Marco Faccenda l'anno dopo partecipa al Campionato del Mondo Vaurien a Marina di Grosseto e conquista la medaglia d'argento.
Sempre sul Vaurien vince lo stesso anno il Campionato Italiano con la sorella Francesca.

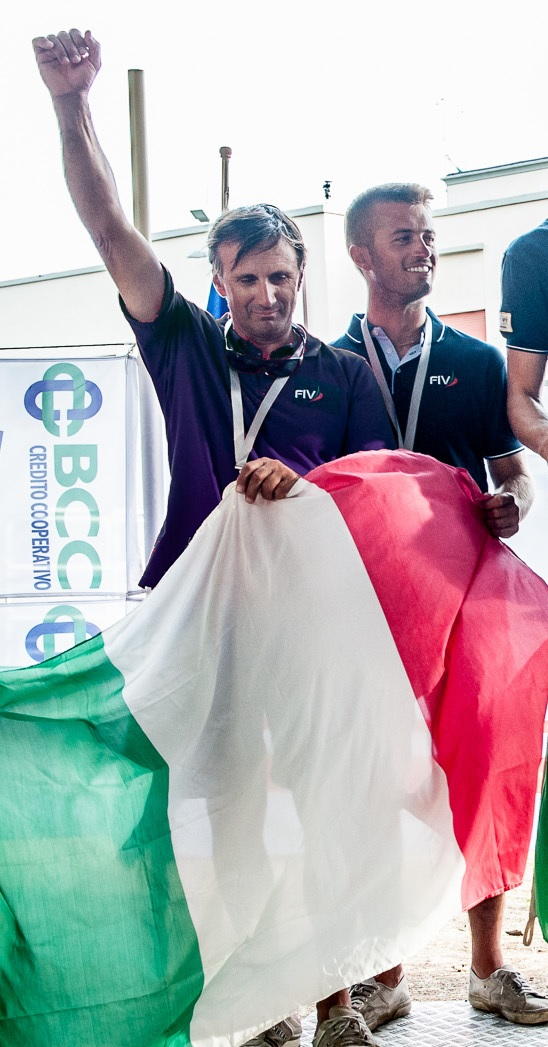
Niccolò Bertola con Marco Faccenda sul podio mondiale.

A fine estate 2014 Massimiliano Berta, per motivi personali, è costretto a smettere l'attività. È il giovane Jacopo Izzo a sostituirlo e a vincere un mese più tardi insieme a Niccolò la medaglia d'argento ai Campionati Italiani Classi Olimpiche 470 nelle acque di Loano.
Nel 2015, nelle acque di Sneekermeer in Olanda, conquista con Jacopo il Campionato del Mondo Vaurien sfuggitogli l'anno precedente conquistando il suo primo titolo iridato.
Nel 2016 vince il suo secondo titolo mondiale vincendo il Campionato del Mondo corinthian Melges 24 nelle acque di Miami. Titolo che si ripete anche l'anno successivo (2017) ad Helsinki in Finlandia.
Il 2018 è un anno di grandi risultati. Sono due i titoli portati a casa, il Campionato Italiano ORC che vince con il team dell'Aeronautica Militare su Duende, il Vismara 46 che timona da ormai due anni e il Campionato Europeo Corinthian Melges 24 di Riva del garda.
Vince inoltre la Coppa Italia ORC bissando il successo del 2017 e conquista con il team AM la medaglia d'argento al Campionato Italiano per club (LIV) di Porto Cervo.

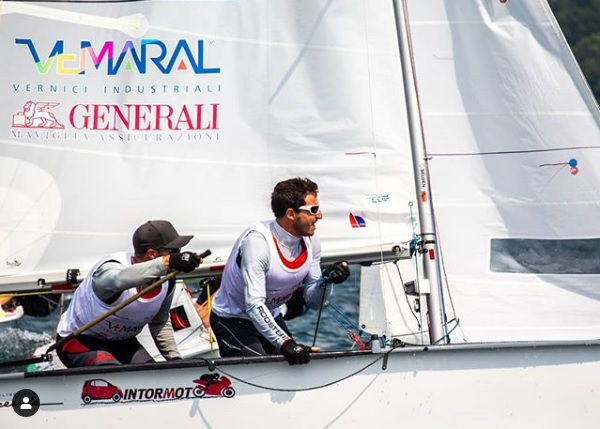
NIccolò Bertola e Mattia Saggio al Mondiale Vaurien 2019

Nel 2019 dopo 4 anni Niccolò Riesce a preparare un'altra volta il Campionato del Mondo Vaurien in totale collaborazione con il Cantiere Faccenda e la veleria 3FL studiando alla perfezione le stazze per avere un prodotto più vincente possibile. Vincente si verificherà perché nelle acque del Lago di Como vincerà a Luglio il secondo titolo iridato in questa classe insieme all'amico Mattia Saggio.
Ad ottobre arriva il terzo titolo iridato Melges24 Corinthian nelle acque sarde di Villasimius. 
A fine anno si laurea Campione d'Italia con l'Aeronautica alle LIV (Lega italiana vela per club).
Nel 2020 con il team dell'Aeronautica Militare, Niccolò guadagna la medaglia d'Argento alla Audi Sailing Champions League contro tutti i migliori club d'Europa.
Nel giugno del 2021 con la collega Sveva Carraro vince il 52º Campionato del Mondo militare di vela a Marìn in Spagna.

Nel 2022 arrivano altri due titoli con il Melges 24. Il quarto titolo Mondiale Corinthian a Fort Lauderdale ed il Campionato Italiano ad Imperia.
Nel 2023 si aggiunge l'esperienza del Giro d'Italia a Vela Nastro Rosa in doppio. Con i colleghi Giancarlo Simeoli e Giovanni Bannetta, Niccolò vince in estate due tappe del tour ed il Titolo Italiano di Vela Interforze (Trofeo Amerigo Vespucci). A Novembre conquista con Simeoli la medaglia di bronzo nel Giro d'Italia senza scalo con il tempo di 9 giorni, 00 ore, 51 minuti e 20 secondi.
Nell'estate del 2024 con il Team dell'Aeronautica Militare vince la quarta edizione del Giro d'Italia a Vela (Marina Militare Nastro Rosa Tour) dopo 8 splendide tappe girando il paese in senso antiorario da Genova a Venezia.
Sempre con il Team AM bissa la vittoria del Giro d'Italia nel 2025, nella sua 5° edizione quando è stato invertito il giro da Venezia a Genova sottolineando la crescita avuta in questi anni nell'Offshore.
A Luglio dello stesso anno, dopo 6 anni riesce a ripartecipare al Campionato del Mondo Vaurien che si tiene nelle acque ""casalinghe" del lago di Bracciano. Sempre stesso format, progetto made in Italy seguito passo passo, quindi partecipazione alla costruzione della barca in cantiere da Faccenda e vele 3FL di Roma. Sempre con Mattia Saggio provano e riescono a rilaurearsi Campioni del Mondo 2025.